# Joachim Andersen
Joachim Andersen, född 29 april 1847 och död 7 maj 1909, var en dansk musiker.
Andersen var en framstående flöjtist, en tid anställd i utlandet som orkestermusiker (Sankt Petersburg, Berlin). I Köpenhamn statade Andersen 1895 Palækoncerterne, vars dirigent han var, och var efter 1898 kapellmästare i Tivolis konsertsal. På båda dessa platser gjorde han en betydelsefull insats i Köpenhamns muskiliv. Av Andersens hand föreligger en rad kompositioner, konserter, etyder och dylikt för flöjt.

## Utmärkelser
- Riddare av Dannebrogorden,  1905[4]

[Redigera Wikidata]